# Phaeogenes bicolor
Phaeogenes bicolor är en stekelart som beskrevs av Carl Gustav Alexander Brischke 1862. Phaeogenes bicolor ingår i släktet Phaeogenes och familjen brokparasitsteklar. Inga underarter finns listade i Catalogue of Life.